# Laonastes aenigmamus
Laonastes aenigmamus (kha-nyou eller muligt dansk navn: Laonesisk stenrotte) er en gnaver fra Khammouan området i Laos. Arten blev først beskrevet i en artikel udgivet den 18. april 2005 af Jenkins et al., som anser den for at være så forskellig fra alle andre levende gnavere, at de placerede den i sin egen familie, Laonastidae. Dyret ligner en stor, mørk rotte med en behåret tyk hale. Dens kranium er markeret og har kendetegn så unikke, at den adskiller sig fra alle andre pattedyr.
I 2006 blev klassifikationen draget i tvivl af Mary Dawson og andre. Det blev fremført, at den tilhører en art Diatomyidae, der ellers kun kendes fra fossiler, og som man troede uddøde for 11 millioner år siden. Ud fra fossiler forsøger man at finde ud af, hvordan en art oprindeligt så ud. Hvis Laonastes aenigmamus virkelig er den samme art, kan man bruge det til at sige noget om, hvor gode metoderne til at sige noget om en art ud fra fossiler faktisk er.